# Bildungssoziologie
Die Bildungssoziologie untersucht die gesellschaftlichen – ökonomischen, sozialen und kulturellen – Bedingungen des Bildungsprozesses und der Institutionen im Bildungswesen. Sie ist Schnittpunkt soziologischer und erziehungswissenschaftlicher Bildungstheorie und Bildungsforschung und ist zusammen mit der Erziehungssoziologie eine maßgebende Disziplin an den Berührpunkten von Soziologie und Erziehungswissenschaft.

## Nähere begriffliche Eingrenzung
Die Bildungssoziologie befasst sich mit den Grundlagen und Rahmenbedingungen, aber auch den Funktionen von Bildung und hinterfragt kritisch, inwieweit das Bildungssystem soziale Ungleichheit reproduziert und im Sinne größerer Chancengleichheit reformiert werden kann. Somit liefert die Bildungssoziologie Erkenntnisse und Daten, die in die Bildungspolitik und Bildungsplanung Eingang finden. Zur Bildungssoziologie gehört ebenso die Beschreibung und Analyse der Bildungsbeteiligung verschiedener Bevölkerungsgruppen über Generationen hinweg, der Bildungskonzepte und ihrer Funktionen und Veränderungen (z. B. Arbeiterbildung, humanistische Bildung, Lebenslanges Lernen usw.) sowie der Zusammenhänge von Bildung und sozialdemographischen Phänomenen.

## Geschichte
Bereits seit 1959 existieren soziologische Untersuchungen zur Schule. Seit den Umstrukturierungen innerhalb der Pädagogik ab 1970 ist diese Disziplin federführend in der Bildungssoziologie. Durch die PISA-Studien hat die Bildungsforschung seit 2001 neue Öffentlichkeitswirkung erhalten; ihr Einfluss auf die Bildungspolitik bleibt dennoch begrenzt, weil Forschungsergebnisse in der politischen Debatte zumeist selektiv zitiert und rezipiert werden.

## Themen
Bildungssoziologie umfasst die Bereiche „Bildung und gesellschaftliche Entwicklung“, „Schulische Sozialisation“, „Soziologie der Schule“, „Bildung und soziale Ungleichheit“, „Mädchen und Frauen im Bildungswesen“ und „Soziologie der Hochschule“.
Starke fachliche Überschneidungen bestehen mit Erziehungssoziologie und Pädagogische Soziologie.

## Kritik
Beate Krais kritisiert an der Bildungssoziologie, dass diese von der Pädagogik, insbesondere der empirischen Schulforschung, dominiert werde. Sie appelliert, dass Bildungsforschung verstärkt die Anbindung an Debatten der Soziologie wie z. B. der sozialen Ungleichheit suchen soll. Diese soziale Ungleichheit könne in der Eigenlogik von Bildungsinstitutionen gefunden werden oder in sozialstrukturellen Verschiebungen von Bildung und Bildungstiteln.